# Kunst im öffentlichen Raum in Hamburg-Rothenburgsort
Diese Liste von Kunst im öffentlichen Raum in Hamburg-Rothenburgsort enthält dauerhaft aufgestellte Kunstwerke auf dem Gebiet des Stadtteils Rothenburgsort der Freien und Hansestadt Hamburg, die sich im öffentlichen Raum befinden und von anerkannten Künstlern und Künstlerinnen geschaffen wurden. Viele dieser Kunstwerke sind durch das Programm Kunst am Bau (und dessen Folgeprogramme) gefördert oder mit öffentlichen Geldern angekauft worden, dies ist aber keine Voraussetzung für die Aufnahme. Ebenso mögen einige dieser Kunstwerke als Kulturdenkmal geschützt sein, aber auch das ist keine Voraussetzung für die Aufnahme in diese Liste.
Bauschmuck ist im Normalfall im Artikel über das Bauwerk darzustellen, und gehört nicht in diese Liste. Streetart kann Aufnahme in die Liste finden, wenn es zu dem konkreten Kunstwerk eine ausführliche Rezeption in der Kunstwissenschaft gibt und ein enzyklopädischer Artikel über die Streetart-Künstler oder -Künstlerin existiert oder vorstellbar wäre. Denkmäler, die an eine Person oder ein Ereignis erinnern, können in die Liste aufgenommen werden, wenn sie ob ihrer zumeist plastischen Gestaltung als Kunstwerk gelten können. Bei reinen Gedenktafeln ist das normalerweise nicht der Fall.
Basis der Zusammenstellung sind Datensätze der Hamburger Kulturbehörde von 2012 und 2018, eine Veröffentlichung der SAGA GWG von 2008, und verschiedene Veröffentlichungen von Kunsthistorikern zum Thema. Eine abschließende Liste von Literatur kann es nicht geben, jedoch ist für jeden Eintrag in die Liste ein konkreter Verweis auf eine amtliche Liste oder anerkannte Sekundärliteratur erforderlich.
Gestohlene oder zerstörte Kunstwerke, die ehemals in Hamburg-Rothenburgsort aufgestellt waren, sind in einer separaten Liste aufgeführt.

## Legende
- Lage: Nennt die nächstgelegene Straße und, wenn vorhanden und sinnvoll, das nächstgelegene Bauwerk (mit Hausnummer) oder das umgebende Gebiet (z. B. einen Park) und gibt nötigenfalls Hinweise zur genauen Lage. Darunter werden - wenn vorhanden - auch die Geo-Koordinaten und das Wikidata-Logo als Verweis auf das Wikidata-Objekt angegeben. Die Spalte ist nach der Adresse sortierbar.
- Künstler/in: Name des Künstlers oder der Künstlerin, die das Kunstwerk geschaffen haben, verlinkt mit dem Wikipedia-Artikel zur Person. Die Spalte ist nach dem Nachnamen sortierbar.
- Beschreibung: Kurzbeschreibung des Werks, immer zuerst: Werktitel (kursiv), dann möglichst Material, Stil, Größe, Dargestelltes, Art der Förderung
- Jahr: Jahr der Fertigstellung des Kunstwerkes, wenn unbekannt dann das Jahr der Aufstellung. Hier kann nur ein einziges Jahr angegeben werden, kein Zeitraum. Weitere zeitliche Details zur Schaffung des Kunstwerkes (von–bis) können in der Beschreibung angegeben werden.
- Quelle: Kulturbehörde, SAGA, Literatur, jeweils mit Fußnote. Diese Angabe ist für eine Aufnahme in die Liste verpflichtend.
- Bild: Bild des Kunstwerks, mit Link auf Commons-Kategorie wenn vorhanden

Hinweis: Die Grundsortierung der Liste erfolgt nach der Adresse. Die Liste ist alternativ nach Künstler, Werktitel, Datierung oder Quelle sortierbar.

## Liste
| Lage                                                                                                 | Künstler                | Beschreibung | Jahr         | Quelle        | Bild |  |
| --- | ----------------------- | --- | ------------ | ------------- | --- |  |
| Ausschläger Allee 36 Grünanlage im Innenhof der Wohnanlage (Lage)                                    | Gisela Engelin-Hommes   | Neptun mit Nixen Bronzefigur von Neptun mit drei Nixen, vermutlich Ankauf im Rahmen von „Kunst am Bau“ durch eine Wohnungsbaugenossenschaft.                                                | 1984         | Zabel         | weitere Bilder |  |
| Ausschläger Allee 48 Grünanlage neben Zugangsweg zu Wohnanlage (Lage)                                | Karl Heinz Engelin      | Lautenspieler Bronzefigur eines hockenden Lautenspielers, vermutlich Ankauf im Rahmen von „Kunst am Bau“ durch die VHW                                                                      | 1984         | Kulturbehörde | weitere Bilder |  |
| Billhorner Deich nahe Eisenbahn-Brücke, Carl-Stamm-Park (Lage)                                       | Volker Lang             | "Der Engel schwieg" - Mahnmal zum Hamburger Feuersturn (60. Jahrestag) KiöR, Opferdenkmal                                                                                                   | 2004 (2003?) | Kulturbehörde | weitere Bilder |  |
| Billhorner Röhrendamm 90 an Abfahrt von B 75 (Lage)                                                  |                         | Zwischen Barmbek & Haiti Stadtteil-Kulturaktion, Kunst im öffentlichen Raum | 1989         |               | weitere Bilder |  |
| Billhorner Röhrendamm 132 Giebel des Gebäudes zur Lindleystraße (Lage)                               | getting-up              | Identität Wandbild der Ateliergemeinschaft getting up, Ankauf durch SAGA | 2008         | Kulturbehörde | weitere Bilder |  |
| Billhorner Röhrendamm 151 östlicher Giebel des Gebäudes, zur Förderschule Marckmannstraße hin (Lage) | Andreas von Chrzanowski | Streetview Das Wandbild zum Thema Inklusion zeigt einen Rollstuhlfahrer aus der Vogelperspektive. Auftragsarbeit für das Erzbistum Hamburg, Eigentümer des Neubaus von 2023.                | 2024         |               | weitere Bilder |  |
| Bullenhuser Damm 92 Schule Bullenhuser Damm, Südseite des Geländes (Lage)                            | Lili Fischer            | Rosengarten für die Kinder vom Bullenhuser Damm Denkmal für die hier 1945 ermordeten Kinder, Ankauf im Rahmen des Programms „Kunst im öffentlichen Raum“                                    | 1985         | Kulturbehörde | weitere Bilder |  |
| Bullenhuser Damm 92 Gedenkstätte Bullenhuser Damm, Westseite des Geländes (Lage)                     | Anatoly Mosiychuk       | Zum Gedenken an die sowjetischen Staatsbürger 1995 von sowjetischen Kultusministerium zum 50. Jahrestag aufgestellt, Opferdenkmal                                                           | 1985 (1995?) | Kulturbehörde | weitere Bilder |  |
| Marckmannstraße 60 Förderschule Marckmannstraße, Pausenhalle (Lage)                                  | Volker Detlef Heydorn   | Gemüsearbeiter und Binnenschiffer KaB | 1964         | Kulturbehörde | Bild gesucht Die Wikipedia wünscht sich an dieser Stelle ein Bild vom Ort mit diesen Koordinaten 53.535326 10.039482 . Motiv: Marckmannstraße 60 Falls du dabei helfen möchtest, erklärt die Anleitung , wie das geht. BW |  |
| Marckmannstraße 61 Fritz-Köhne-Schule, Schulhof (Lage)                                               | Mary Duras              | Sitzendes Mädchen Bronzefigur eines sitzenden Mädchens, Ankauf im Programm „Kunst am Bau“                                                                                                   | 1971         | Kulturbehörde | weitere Bilder |  |
| Marckmannstraße 61 Fritz-Köhne-Schule, Treppenhaus des Kreuzbaus (Lage)                              | Helmuth Heinsohn        | ohne Titel KaB | 1959         | Kulturbehörde | Bild gesucht Die Wikipedia wünscht sich an dieser Stelle ein Bild vom Ort mit diesen Koordinaten 53.536273 10.039296 . Motiv: Marckmannstraße 61 Falls du dabei helfen möchtest, erklärt die Anleitung , wie das geht. BW |  |
| Marckmannstraße 100 Kita Marckmannstraße, rechts vor Eingang (Lage)                                  | Heinz Neumann           | Kinder-Baukasten Edelstahlplastik aus kastenförmigen Teilen, auf denen mit Schweißnähten Kinderzeichnungen angebracht sind.                                                                 | 1966         | Zabel         | weitere Bilder |  |
| Marckmannstraße 129a Institut für Hygiene und Umwelt                                                 | Werner Reichhold        | ohne Titel Stahlplastik vor dem ehemaligen Kinderkrankenhaus Rothenburgsort, KaB | 1964         | Kulturbehörde | |  |
| Marckmannstraße 129a Institut für Hygiene und Umwelt (Lage)                                          | Richard Kuöhl           | Knabe mit Widder Brunnen mit Figurengruppe aus Keramik, Aufstellung anlässlich des Umbaus der damaligen Realschule Marckmannstraße unter Fritz Schumacher                                   | 1929         | Zabel         | weitere Bilder |  |
| Mühlenhagen 85 Vor Verwaltungsgebäude der Chemische Fabrik Dr. Weigert GmbH & Co. KG (Lage)          | Trak Wendisch           | ohne Titel Abstrakte Plastik eines Torus, Aufstellung anlässlich des Neubaus des Verwaltungsgebäudes 2005/2008                                                                              | 2008         | Eigentümer    | weitere Bilder |  |
| Rothenburgsorter Marktplatz 2 Auf Parkbank vor Ladenzeile (Lage)                                     | Carsten Eggers          | Schipper Jonny Bronzeplastik eines sitzenden Mannes auf einer Sitzbank, Ankauf durch eine private Immobiliengesellschaft. Es handelt sich um eine Kopie der Skulptur De ole Schipper (1989) | 2012         |               | weitere Bilder |  |
| Traunspark (Lage)                                                                                    | Klaus Becker            | Zwei Vogelsäulen KiöR 1983 Projekt „Stadt-Natur-Skulptur“ der Bildhauerklasse von Prof. Rückriem                                                                                            | 1982         | Kulturbehörde | weitere Bilder |  |
| Traunspark Am Ausschläger Elbdeich (Lage)                                                            | Joachim Schächtele      | Steintor Steinskulptur aus drei Quadern, Projekt „Stadt-Natur-Skulptur“, Kunst im öffentlichen Raum                                                                                         | 1982         | Kulturbehörde | weitere Bilder |  |
| Traunspark Nordrand des Parks, im Zentrum einer Heckenanlage (Lage)                                  | unbekannt               | Freundschaftsdenkmal Steinskulptur in Form einer Kugel auf einer Stele, denkmalgeschützt | 1791         | Denkmalliste  | weitere Bilder |  |
| Vierländer Damm 2 Vor Ladenpassage (Lage)                                                            | Karl August Ohrt        | Tänzerinnen Zweiteilige Bronzeplastik, von Neue Heimat Nord an FHH gestiftet | 1967         | Kulturbehörde | weitere Bilder |  |